# Мінусінський район
Мінусінський райо́н (рос. Минусинский район) — адміністративно-територіальна одиниця (район) та муніципальне утворення (муніципальний район) в південній частині Красноярського краю Росії.
Адміністративний центр - місто Мінусінськ (не входить до складу району).
 
Район є одним з туристичних центрів Красноярського краю.

## Географія
Мінусінський район розташований в південній частині Красноярського краю, на правому березі річки Єнісей, в центральній частині Мінусінської улоговини. Площа території 3185 км.
На території району розташовані відоме як лікувальне озеро Тагарське, озера Великий і Малий Кизикуль, кілька дрібніших озер. Територією району протікають річки Туба, Лугавка, Тесінка, Мінусінка.
Суміжні території:
- Північ: Краснотуранський район
- Північний схід: Курагінський район
- Південний схід: Каратузький район
- Південь: Шушенський район
- Південний захід і захід: Республіка Хакасія.

## Історія
Район утворений 4 квітня 1924 року.

## Населення
Населення- 25 954 осіб.

## Економіка
Основна галузь спеціалізації району - сільське господарство.